# Séisme de 2021 du Lassíthi
Un séisme s'est produit à 9 h 24 le 12 octobre 2021, au large de l'île de Crète en Grèce. D'une magnitude 6,4 Mw il a atteint une intensité maximale de VIII (Très forte) sur l'échelle d'intensité de Mercalli. Le séisme aurait également été ressenti jusqu'au Caire et à Istanbul, mais avec de faibles intensités.
Par coïncidence, ce tremblement de terre s'est produit juste le jour de l'anniversaire du tremblement de terre d'Héraklion de 1856 (en) qui a tué environ 600 personnes. Il s'est également produit environ deux semaines après celui de 2021.